# 南洋厚壁蕨
南洋厚壁蕨（学名：Hymenophyllum holochilum）为膜蕨科膜蕨属下的一个种。

## 产地
主要产于台湾。马来亚及印度尼西亚（爪哇）也有分布。